# Изложба „Пети београдски Бијенале цртежа и мале пластике” (2001)
Изложба „Пети београдски Бијенале цртежа и мале пластике” се одржала у периоду од 9. августа до 5. септембра 2001. године, у Уметничком павиљону „Цвијета Зузорић” у Београду.

## Организациони одбор
Организациони одбор Бијенала су чинили:
- Марио Ђинковић
- Стојанка Ђорђић
- Никола Кока Јанковић
- Гордана Каљаловић
- Александар Младеновић Лека
- Саво Пековић
- Милета Продановић
- Гордана Станишић
- Наталија Церовић

## Жири за награде
На Бијеналу су додељене награде за цртеж и малу пластику према избору трочланог жирија:
- Марио Ђинковић
- Никола Кока Јанковић
- Гордана Станишић

## Излагачи
1. Јан Агарски
2. Драгана Атанасовић
3. Ђорђе Аранаут
4. Бошко Атанацковић
5. Божидар Бабић
6. Милан Бесарабић
7. Бојан Бем
8. Жарко Бјелица
9. Мирослав Бата Благојевић Цицаро
10. Љиљана Блажеска
11. Никола Божовић
12. Драгољуб Варајић
13. Марија Видић
14. Милица Вергот
15. Светлана Волиц
16. Марко Вукша
17. Биљана Вуковић
18. Предраг Вукићевић
19. Ратко Вучинић
20. Никола Вукосављевић
21. Жарко Вучковић
22. Венија Турински Вучинић
23. Звонко Гермек
24. Соња Цупар Грујичић
25. Горан Делић
26. Милован Даго Даговић
27. Пал Дечов
28. Горан Десанчић
29. Зоран Димовски
30. Веселин Драшковић
31. Наташа Дробњак
32. Душан Ђокић
33. Ђорђе Ђорђевић
34. Владета Живковић
35. Милена Костић Ничева Јефтић
36. Катарина Зарић
37. Миодраг Д. Јелић
38. Александар Јестровић
39. Зоран Добротин Јовановић
40. Душан Јуначков
41. Божидар Кићевић
42. Гордана Одановић Каљаловић
43. Горан Кнежевић
44. Драган Кићовић
45. Милинко Коковић
46. Милутин Копања
47. Дијана Кожовић
48. Милош Костић
49. Бранка Кузмановић
50. Велизар Крстић
51. Нина Коцић
52. Ратко Лалић
53. Милена Максимовић
54. Радиша Маринковић
55. Бранка Марић
56. Миломир Марковић
57. Лепосава Сибиновић Милошевић
58. Зоран Марјановић
59. Славко Миленковић
60. Вукашин Миловић
61. Здравко Мирчета
62. Весна Марковић
63. Светозар Мирков
64. Биљана Миљковић
65. Александар Лека Младеновић
66. Савета Михић
67. Миодраг Млађовић
68. Драган Момиров
69. Даниела Морариу
70. Жељка Момиров
71. Мирон Мутаовић
72. Мирјана Мунишић
73. Јасна Николић
74. Миливоје Новковић
75. Ђорђе Одановић
76. Саша Панчић
77. Богдан Павловић
78. Александра Павићевић
79. Ружица Беба Павловић
80. Зоран Павловић
81. Пепа Пашћан
82. Драган Перић
83. Никола Пешић
84. Данка Петровска
85. Димитрије Пецић
86. Љубица Беба Пецарски
87. Ивана Попов
88. Рајко Попивода
89. Божидар Продановић
90. Зоран Пурић
91. Јелена Радовић
92. Бранко Раковић
93. Балша Рајчевић
94. Александар Рафајловић
95. Слободан Роксандић
96. Рада Селаковић
97. Мирољуб Стаменковић
98. Марко Стаменковић
99. Драгана Пуача Станаћев
100. Ивана Станковић
101. Вера Стевановић
102. Катарина Станковић
103. Добри Стојановић
104. Милорад Ступовски
105. Томислав Сухецки
106. Зоран Тодовић
107. Томислав Тодоровић
108. Саша Филиповић
109. Власта Филиповић
110. Даниела Фулгоси
111. Маша Чоловић
112. Јелисавета Шобер